# 7.62: Перезарядка
7.62: Перезарядка — компьютерная игра, трёхмерная тактическая стратегия с элементами RPG, разработанная российской компанией Apeiron и выпущенная совместно с фирмой 1С в конце 2007 года. Третья и заключительная игра из трилогии, куда входят «Бригада Е5: Новый альянс» и «7.62».

## Сюжет
Действие игры происходит после канонического завершения «7.62». Гибель генерала Альваро Дефенсы не подвела черту под кровопролитием в государстве Альгейра: партизаны Тани Торменс не могут удержать власть, а в разных районах государства действуют разные группировки, претендующие на власть над всей страной. Отряды Дефенсы собрались под руководством советницы Дефенсы, Амаранты Фелисидад, и ведут тайную войну против всех. За развитием событий наблюдает некая третья сила, которую не устраивают ни темпы добычи нефти, ни темпы производства наркотиков в этом регионе.
Главный герой — Мигель Гарсия, в прошлом военнослужащий Альгейры, ныне наёмник-профессионал из людей Фелисидад. Ему предстоит собрать отряд, выполнить серию заданий и раскрыть ужасающую правду о том, кто на самом деле является главной угрозой существования всей страны.

## Особенности игрового процесса
В отличие от предыдущих игр, кампания является строго линейной: игроку предстоит перед каждой миссией кампании собирать отряд, вооружать его всем необходимым за деньги (нанимая в том числе наёмников за фиксированную плату), отправляться на миссию в определённую локацию и там уничтожать врагов, не рассчитывая особо на помощь. Каждый отряд по численности не превышает 6 человек. По окончании битвы игрок может забрать всё трофейное вооружение и вернуться на базу: оружие можно продать, чтобы потом заполучить дополнительные средства. За определённую плату советник Фелисидад Себастьян Перейра (он же Сергей Рыбаков) может предоставить подробную информацию по поводу того, как лучше пройти миссию, хотя иногда она может оказаться бесполезной. Первая миссия связана с захватом базы, откуда будут совершаться рейды. Иногда игроку предстоит делать выбор: выполнить лишь основную часть миссии или дополнительные задания за вознаграждение, причём от выполнения могут зависеть и дальнейшие миссии. Кампания завершится, если главный герой погибнет или же если будет успешно пройдена последняя миссия.
Механика игры абсолютно не изменилась по сравнению с предыдущими играми. Важным нововведением стал режим «Схватка»: игрок может выбрать случайно абсолютно любую карту из тех, которые были представлены в «7.62» (а также любую из новых карт «7.62: Перезарядка»), создать несколько отрядов для боестолкновения из почти всех персонажей, встречающихся в тех же играх, вооружить их на свой вкус и запустить игру на карте. Сражение будет происходить по той же системе Smart Pause Mode, по какой оно велось в «Бригаде Е5» и «7.62». Игрок может как выбрать уже имеющийся отряд для управления, так и создать свой собственный. Оружие по сравнению с предыдущей игрой практически не изменилось.

## Оценки игры
Журнал «Игромания» оценил игру на 4 балла из 5, отметив, что игра делает акцент больше «на ультимативную тактику и сражения, нежели на исследование мира и изменение хода истории». Также разработчики сумели снизить значительно число ошибок и «вылетов» игры по ходу процесса, но не свели их к нулю.

## Дальнейшая судьба
В 2010 году студия Apeiron была закрыта и более не восстанавливала деятельность. Тому послужили не только финансовые проблемы, но и трагическая гибель нескольких человек, разрабатывавших серию игр «Бригада Е5», «7.62» и «7.62: Перезарядка». Пользователями была создана на основе игры «7.62» любительская модификация «Hard Life Addon», куда вошли как новые карты, так и некоторые персонажи из «7.62 Перезарядка». В настоящее время разработка дальнейших модификаций на основе обеих игр ведётся только немногочисленными энтузиастами в связи с серьёзным снижением интереса к подобным играм.